# Осамнаеста влада Николе Пашића
Осамнаеста влада Николе Пашића је била влада Краљевине Срба, Хрвата и Словенаца која је владала од 27. марта 1924. до 21. маја 1924. године.

## Историја
Изјава Стјепана Радића у Боронгају окончала је радикалску политику споразумевања са ХРСС. Пашићу је то омогућило сарадњу са непомирљивим централистима из редова Демократске странке. Још на пролеће 1924. године у тој странци дошло је до сукоба између два крила: споразумног на челу са Љубом Давидовићем и строго централистичком на челу са Светозаром Прибићевићем. Резултат сукоба је одвајање 14 посланика окупљених око Светозара Прибићевића 26. марта и формирање Самосталне демократске странке. Већ следећег дана, 27. марта, образована је нова коалициона влада коју су саставили посланици Радикалне и Самосталне демократске странке. Она носи назив влада Пашић-Прибићевић или скраћено ПП-влада. На њеном челу је био Никола Пашић, док је Прибићевић био министар просвете. У декларацији нове владе говори се о потреби чувања Видовданског устава. Хрватској је претила парцелизација, односно испуњење поделе на 33 области. Због тога ХРСС попушта и њени посланици се налазе у Београду. Међутим, верификација њихових мандата тече споро јер је влада Пашић-Прибићевић знача да ће остати у мањини у Скупштини онда када буде верификовано 70 мандата ХРСС. Опасност по владу је постала још већа онда када је 8 немачких посланика прешло са стране владиног блока на страну опозиције. Пашић је предлагао краљу да распусти Народну скупштину. Овај на то није пристао, али је на чело нове владе поново ставио Пашића. Тако је 21. маја 1924. године формирана друга Пашић-Прибићевићева влада са сличним саставом као и претходна.

## Чланови владе
| Функција                                                         | Слика | Име и презиме       | Детаљи |
| ---------------------------------------------------------------- | ----- | ------------------- | ------ |
| Председник Министарског савета                                   |       | Никола П. Пашић     |        |
| Министар иностраних дела                                         |       | Момчило А. Нинчић   |        |
| Министар војске и морнарице                                      |       | Петар Пешић         |        |
| Министар унутрашњих дела                                         |       | Милан Сршкић        |        |
| Министар правде                                                  |       | Првислав Грисогоно  |        |
| Министар просвете                                                |       | Светозар Прибићевић |        |
| Министар финансија                                               |       | Милан Стојадиновић  |        |
| Министар грађевина                                               |       | Милош Трифуновић    |        |
| Министар трговине и индустрије                                   |       | Хинко Кризман       |        |
| Министар пољопривреде и вода                                     |       | Крста Љ. Милетић    |        |
| Министар пошта и телеграфа                                       |       | Велимир Вукићевић   |        |
| Министар шума и руда                                             |       | Драгутин С. Којић   |        |
| Министар социјалне политике                                      |       | Никола Т. Узуновић  |        |
| Министар народног здравља                                        |       | Славко С. Милетић   |        |
| Министар вера                                                    |       | Војислав Јањић      |        |
| Министар припреме за Уставотворну скупштину и изједначење закона |       | Марко Н. Трифковић  |        |
| Министар аграрне реформе                                         |       | Милан Симоновић     |        |
| Министар саобраћаја                                              |       | Светислав Поповић   |        |